# Susan Reynolds
Susan Reynolds (Londra, 27 gennaio 1929 – Londra, 29 luglio 2021) è stata una storica britannica, il cui libro Fiefs and Vassals: the Medieval Evidence Reinterpreted (1994) attaccò il concetto di feudalesimo interpretato classicamente da storici precedenti come François Louis Ganshof e Marc Bloch.

## Biografia
Si è laureata all'università di Oxford e ha ottenuto il suo primo lavoro come archivista presso l'ufficio del registro della contea di Middlesex. Un anno dopo si unì alla Victoria County History come redattrice, rimanendo lì per sette anni e diplomandosi in amministrazione archivistica. In un'intervista all'Institute of Historic Research, Susan Reynolds ha sottolineato che il diploma di archivista è la sua unica qualifica, senza un master o un dottorato in storia.
Reynolds ritiene che i termini tecnici utilizzati nei documenti precedenti al 1100 circa non abbiano necessariamente i significati che finora gli si sono stati attribuiti: infatti i cancellieri di periodi successivi tendevano a leggere retroattivamente nei documenti precedenti i significati e le relazioni dei loro tempi. A suo avviso, la proprietà diretta della terra era più diffusa nel primo Medioevo di quanto si pensi e che il declino dell'autorità centrale è stato esagerato.
È stata membro emerito della Lady Margaret Hall, Università di Oxford.

## Libri
- Introduction to the History of English Medieval Towns, 1977.
- Fiefs and Vassals. The Medieval Evidence Reinterpreted, 1994
  - (IT) Feudi e vassalli. Una nuova interpretazione delle fonti medievali, traduzione di Sara Menzinger, Jouvence, Città di Castello 2004, ISBN 88-7801-332-3).
- Ideas and Solidarities of the Medieval Laity : England and Western Europe, 1995.
- Kingdoms and Communities in Western Europe 900-1300, Oxford, 1997.
- Before Eminent Domain: Toward a History of Expropriation of Land for the Common Good, 2014.